# وس‌بانکو
وس‌بانکو (انگلیسی: WesBanco) شرکت خدمات مالی و بانکداری آمریکایی است، که در سال ۱۸۷۰ تأسیس شد.